# Попкова, Людмила Ивановна
Людмила Ивановна Попкова (Никитина) (10 октября 1937, Ленинград, РСФСР, СССР) — советская баскетболистка, Мастер спорта СССР (1959). Чемпионка Европы.

## Биография
Родилась в Ленинграде. Пережила блокаду Ленинграда. Окончила Ленинградский институт точной механики и оптики. Работала преподавателем кафедры судовой акустики Ленинградского кораблестроительного института. Заместитель декана Санкт-Петербургского государственного морского технического университета. Кандидат технических наук. На 2019 год является преподавателем информатики в СПБГМТУ.

## Достижения
- Чемпион Европы: 1960
- Серебряный призёр чемпионата СССР: 1963,1964
- Серебряный  призёр Спартакиады народов СССР: 1963
- Бронзовый призёр чемпионата СССР: 1959, 1961, 1968[2]
- Бронзовый призёр Спартакиады народов СССР: 1959